# Estación de Algetshausen-Henau
La estación de Algetshausen-Henau es una estación ferroviaria de la comuna suiza de Uzwil, en el Cantón de San Galo.

## Historia y situación
La estación de Algetshausen-Henau fue inaugurada en el año 1855 con la puesta en servicio del tramo Wil - Flawil de la línea Wil - San Galo. En 1856 se completó la línea hasta San Galo. 
Se encuentra ubicada en el borde noreste de la localidad de Algetshausen y al sur de Henau, localidades a las que presta servicio, en el noroeste de la comuna de Uzwil. Cuenta con dos andenes laterales a los que acceden dos vías pasantes.
En términos ferroviarios, la estación se sitúa en la línea Wil - San Galo. Sus dependencias ferroviarias colaterales son la estación de Schwarzenbach hacia Wil y la estación de Uzwil en dirección San Galo.

## Servicios ferroviarios
Los servicios ferroviarios de esta estación están prestados por SBB-CFF-FFS:

### S-Bahn San Galo
Hasta la estación llegan dos líneas de la red de cercanías S-Bahn San Galo:
- S 1 Altstätten - Rorschach – San Galo - Gossau - Flawil - Uzwil - Wil. Los trenes circulan cada hora en ambos sentidos, aunque en determinadas franjas de mayor demanda, la frecuencia se reduce hasta la media hora.
- S N San Galo - Romanshorn/St. Margrethen/Wil. Línea nocturna que sólo opera las noches de viernes y sábados.
- También parte a primera hora de la mañana un tren de la línea S, que hace el recorrido San Galo - Gossau - Flawil - Uzwil - Wil - Winterthur - Zúrich-Aeropuerto - Zúrich-Oerlikon.

La red de cercanías S-Bahn San Galo será ampliada en el año 2013.